# Cornutoplisus nigrostramineus
Cornutoplisus nigrostramineus là một loài tò vò trong họ Ichneumonidae.